# Село имени Карла Маркса (Дагестан)
Имени Карла Маркса (Карла Маркса) — село в Кизлярском районе Дагестана. Входит в состав Большебредихинского сельсовета.

## Географическое положение
Населённый пункт расположен на левом берегу реки Старый Терек, в 7 км к северо-востоку от города Кизляр, на трассе Кизляр-Крайновка.

## История
Образовано на базе центральной усадьбы совхоза имени Карла Маркса.

## Население
| 1970 | 1989  | 2002  | 2010  | 2021  |
| ---- | ----- | ----- | ----- | ----- |
| 1182 | ↗1731 | ↗1750 | ↗2189 | ↗2504 |

Национальный состав
По результатам Всероссийской переписи населения 2010 года: 
| № | Национальность | Численность, чел. | Доля   |
| - | -------------- | ----------------- | ------ |
| 1 | даргинцы       | 1 138             | 52,0 % |
| 2 | аварцы         | 774               | 35,4 % |
| 3 | русские        | 82                | 3,7 %  |
| 4 | лакцы          | 51                | 2,3 %  |
| 5 | рутульцы       | 33                | 1,5 %  |
| 6 | лезгины        | 24                | 1,1 %  |
| 7 | другие         | 87                | 4,0 %  |

По данным Всероссийской переписи населения 2010 года, в селе проживало 2189 человек (1117 мужчин и 1072 женщины). До конца 70-х годов село было практически чисто русским. Начиная с 80-х годов и по настоящее время наблюдается отток коренного русскоязычного населения из села.